# Квасников, Михаил Савельевич
Михаил Савельевич Квасников (1922—1945) — Гвардии ефрейтор Рабоче-крестьянской Красной Армии, участник Великой Отечественной войны, Герой Советского Союза (1945).

## Биография
Михаил Квасников родился в 1922 году в деревне Спиридово (ныне — Сонковский район Тверской области). Проживал и работал в Мончегорске. В мае 1941 года Квасников был призван на службу в Рабоче-крестьянскую Красную Армию. С июня того же года — на фронтах Великой Отечественной войны. К октябрю 1944 года гвардии ефрейтор Михаил Квасников был миномётчиком 28-го гвардейского стрелкового полка (10-й гвардейской стрелковой дивизии, 99-го стрелкового корпуса, 14-й армии, Карельского фронта). Отличился во время боёв в Мурманской области.
7 октября 1944 года во время боя у горы Малый Кариквайвишь в Кольском районе Квасников одним из первых ворвался в немецкие траншеи. 9 октября он спас от неминуемого плена получившего ранение командира батальона. 13 октября Квасников во главе группы бойцов штаба отразил несколько немецких контратак. В том бою он получил ранение, но продолжал сражаться.
25 февраля 1945 года Квасников погиб в бою у населённого пункта Барково к юго-западу от города Хойнице. Похоронен на воинском мемориале в городе Щецинек.

## Награды
Указом Президиума Верховного Совета СССР от 24 марта 1945 года за «образцовое выполнение боевых заданий командования и проявленные при этом геройство и мужество» гвардии ефрейтор Михаил Квасников посмертно был удостоен высокого звания Героя Советского Союза. Также был награждён орденом Ленина и медалью «За отвагу».

## Память
Имя М. С. Квасникова носят:
- улица в Сонково
- морозильный траулер Минрыбхоза СССР[1]
- Мончегорское ГПТУ № 1 (с 1985)[2].